# Chamant
Chamant – miejscowość i gmina we Francji, w regionie Hauts-de-France, w departamencie Oise.
Według danych na rok 1990 gminę zamieszkiwały 953 osoby, a gęstość zaludnienia wynosiła 79 osób/km² (wśród 2293 gmin Pikardii Chamant plasuje się na 304. miejscu pod względem liczby ludności, natomiast pod względem powierzchni na miejscu 320.).